# Les joies de la Roser
Las joyas de la Roser (Les joies de la Roser, en català normatiu) és un drama en tres actes i en vers escrit per Frederic Soler —Serafí Pitarra— i estrenat al Teatre Odeon, el 6 d'abril de 1866.
L'obra representa un punt d'inflexió en la producció de l'autor, dos anys després de l'estrena de L'esquella de la Torratxa, la presència d'obres en català als teatres de Barcelona s'havia multiplicat per nou en només dues temporades, i amb Les Joies de la Roser, Soler oferia el primer exemple de teatre no paròdic en català de l'autor, popular fins llavors per les seves «gatades». Amb aquesta voluntat de renovació, canvià el nom de la companyia amb què estrenaria l'obra, que passà a dir-se Teatre Català per evitar qualsevol relació amb les obres festives que havia escrit i representat anteriorment amb La Gata.
A Les joies de la Roser trobem un tema, que serà recurrent en les seves creacions posteriors, del que ell mateix anomenà el “drama de costums veritablement catalans”: l'espectacle de la virtut, en aquest cas la de l'honestedat i la lleialtat que acaben sortint premiades malgrat l'oposició dels personatges antagonistes, que representen l'egoisme i la falta d'escrúpols. En aquest sentit el referent genèric principal és el del melodrama, amb el final feliç de rigor.

## Argument
L'obra transcorre en l'època de la segona carlinada o guerra dels matiners, a la vila d'Hostalric, i presenta la història de la Roser, una òrfena de família rica, les joies de la qual van desaparèixer amb la mort dels seus pares. Recollida per Mateu, que acollí també el fidel mosso Bernat, Roser s'enamora del fill petit del seu protector, endeutat amb un francès que viu a casa seva i que s'ha enamorat també de Roser. Finalment, les joies apareixen i els conflictes amb els carlins i amb el francès es resolen.

## Els personatges
Els personatges, com és propi de la narrativa costumista, són plans i solen presentar trets i qualitats fixes que els caracteritzen, com en el cas de l'avi repatani però bondadós, que actua sempre a favor dels protagonistes (Bernat), tot i que en aquest cas pren una dimensió simbòlica en la mesura que representa el passat mític arrelat en l'imaginari popular (la batalla del Bruc) i el seu lligam amb el present. D'altres, com Mateu, representen la imatge de pater familiae defensor de l'honor familiar, que ja trobem en la comèdia neoclàssica i que té clars antecedents en el teatre castellà del segle d'or.

## Un drama sentimental
Soler sap utilitzar ingredients literaris característics de la literatura popular i culta de l'època per construir una obra en què conviuen la trama sentimental amb l'humor, el component melodramàtic amb les pinzellades costumistes. Aquest caràcter híbrid del text, que respon a les inclinacions romàntiques però amb referents pròxims als espectadors, és en bona part la raó del seu èxit de públic i és a la base del que seran els procediments i els recursos habituals en la dramatúrgia catalana de la Renaixença.

## Edicions i representacions de l'obra
L'obra s'estrenà amb el títol La pubilla d’Hostalrich, al cafè de can Calderé d’Hostalric. Frederic Soler s'havia instal·lat el 1865 a la fonda de can Gandai, al carrer Major de la població, fugint de l'epidèmia del còlera que hi havia a Barcelona, i en aquests mesos escrigué l'obra. L'estrena a l'Odeon de Barcelona, amb el nom definitiu de Les Joies de la Roser, al mes d'abril, fou rebuda amb crítiques majoritàriament positives. Al Teatre Romea es presentà al 1966 una versió de l'obra en català normativitzat, amb motiu de commemorar-se el centenari de l'estrena.
Les edicions impreses de l'obra se succeïren, amb una gran demanda; així, les dues primeres edicions de l'obra (Llibrería d'Eudald Puig, 1867), s'exhauriren en tres setmanes, i el 1871 encara se'n feien tiratges de vint mil exemplars. El 1908 se'n publicava la vuitenta edició (Salvador Bonavia, Llibreter), i el 1918 la dotzena (també en l'editorial de S. Bonavia, en la col·lecció La Escena Catalana). El 1868 el setmanari La Barretina en publicà una versió en forma de novel·la de fulletó. I es conserva una traducció francesa en prosa del text, que no es va arribar a publicar.
L'èxit de l'obra propicià fins i tot una versió «valenciana» de Leandre Torromé, que, amb el títol Les choyes de Roseta, s'estrenà al Teatre Ruzafa de València el 1874.

## Repartiment de l'estrena
- Les joies de la Roser en una edició de l'any 1918 per La Escena Catalana, on apareix l'actor Lleó Fontova fent de BernatRoser: Francisca Soler
- Mateu: Josep Villahermosa
- Bernat: Lleó Fontova
- Melcior: Josep Clucellas
- Miquel: Joan Bertran
- Pau: Ferran Puigguriguer
- Martí: Miquel Llimona
- Andreu: Francesc Puig
- Quico, nen de 6 anys
- Benet, nen de 7 anys

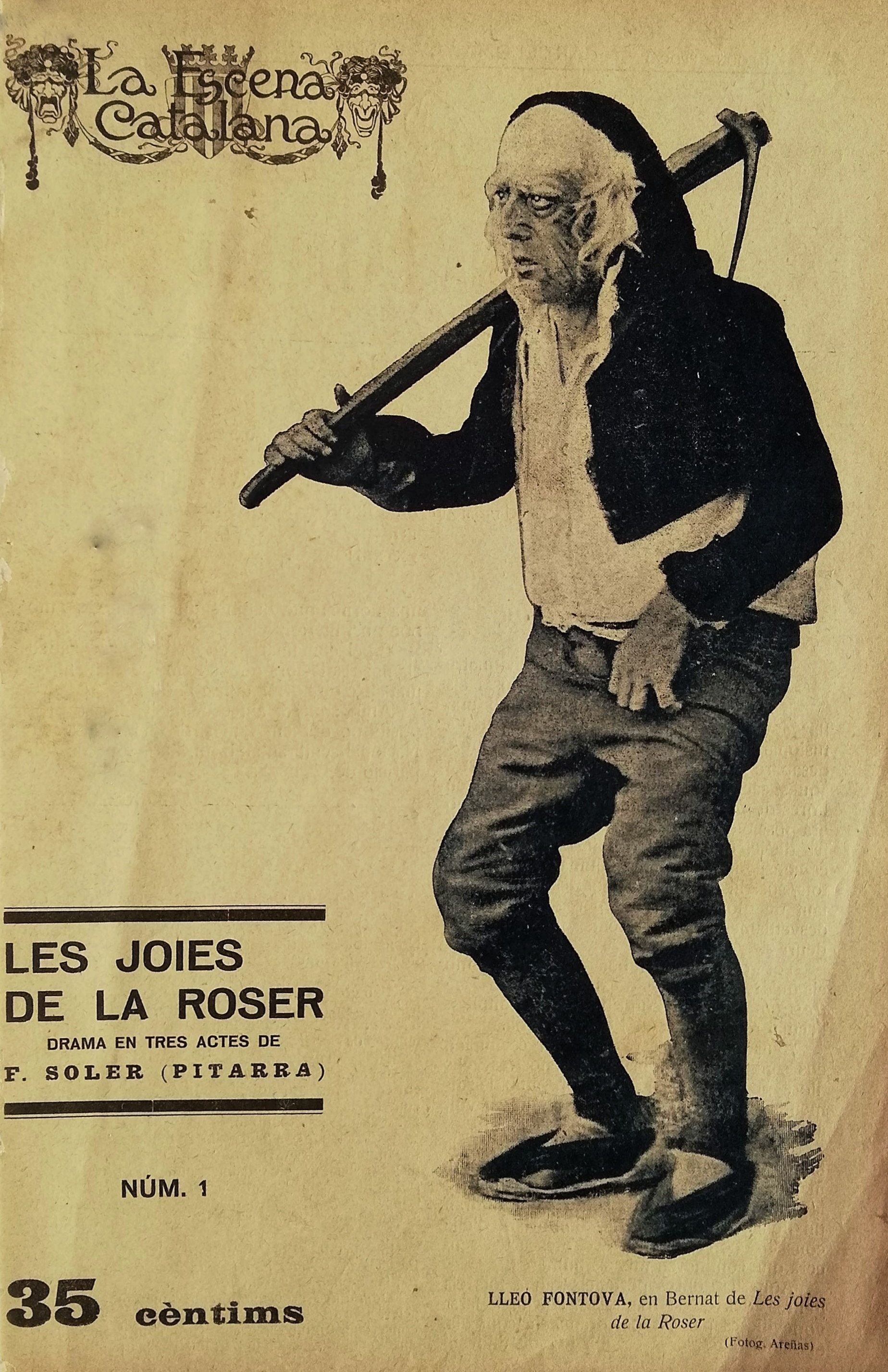
Les joies de la Roser en una edició de l'any 1918 per La Escena Catalana, on apareix l'actor Lleó Fontova fent de Bernat

- pagesos, pageses, nois i gent del poble